# 染谷恵二
染谷 恵二（そめや けいじ、1955年9月25日 - ）は、フリーアナウンサー・ジャーナリスト。番組制作と実況アナ集団「アナウンスプロダクション染谷」略称「アナプロ」を設立。現在はアナプロの代表取締役。元ラジオ日本の編成局チーフアナウンサー。2005年4月より現職。ボイスオンにも所属する。

## 略歴
- 栃木県宇都宮市生まれ。
- 作新学院高等学校情報処理科→法政大学社会学部卒業→早稲田大学大学院文学研究科心理学専攻中退。
- 1978年にラジオ関東（現ラジオ日本）・放送部に入社。以来、スポーツ中継と音楽番組を中心に活躍。

## 担当番組

### 実況
- プロ野球・MLB中継・辰吉丈一郎・浜田剛史ボクシング世界戦・大学・社会人ラグビー・Jリーグ・箱根駅伝・東京国際マラソン・横浜国際女子駅伝・中央競馬・競艇SG戦・全日本プロレス・アイスホッケー・NBAなど幅広く担当。
- ラジオ日本を退社後、2010年まではNACK5のNACK5 SATURDAY&SUNDAY LIONS（埼玉西武ライオンズ戦中継）にて不定期でプロ野球実況を担当していた。
- プロ野球のみならず、秋田朝日放送では全国高等学校野球選手権大会秋田大会の実況を担当したこともある。2013年7月からは神奈川大会の実況をしている（県内のCATV局共同制作）。
- 2008年10月以降、日テレ系CS局日テレG+にて、NFLの実況（「NFL on 日テレG+」）を担当している。

### 司会・進行など
- 深夜放送「歌謡曲ベスト40!」・日本歌謡大賞ラジオ進行担当・横浜音楽祭司会・「ミッキー安川のずばり勝負」で15年間キャスター[2]・洋楽番組DJ「染谷恵二的Juke Box」「Just Radio Days」を担当。他にも「ラヂオな時間」では、三枚目の編集長役でブレイクしている。
- 国内外のシンポジウム・社会・時事・医学・スポーツ会議の司会進行キャスターも担当。

## その他
- 日本民間放送CM大賞・NNN系列局（ラジオ日本は日本テレビの系列会社）アナウンス優秀賞を受賞している。
- 読売ジャイアンツ・原辰徳監督の誕生では週刊ベースボールに「甘いジャイアンツ愛は封印して、非情な調教師になれ」を執筆掲載。日刊ゲンダイには「ラジオじゃ聞けないジャイアンツ」をコラム掲載している。
- 趣味は寄席巡りとスクーバダイビング。
- 作新学院高校時代は野球部に捕手として入部したが、すぐに同学年の江川卓のブルペン捕手をさせられてしまい、掌が腫れ上がって1ヵ月半で退部したというエピソードがある。